# کندی (بازیکن فوتبال)
روبرت کندی نونز دو ناسیمنتو (انگلیسی: Robert Kenedy Nunes do Nascimento؛ زادهٔ ۸ فوریهٔ ۱۹۹۶) یک بازیکن فوتبال اهل برزیل است.

## باشگاهی
از باشگاه‌هایی که در آن بازی کرده‌است می‌توان به فلومیننزه و چلسی اشاره کرد. وی هم‌اکنون به صورت قرضی در باشگاه فلامینگو بازی می‌کند.